# Neapolis (Ohio)
Neapolis es un lugar designado por el censo ubicado en el condado de Lucas, en el estado estadounidense de Ohio. En el Censo de 2010 tenía una población de 423 habitantes y una densidad de 230,03 personas por km².

## Geografía
Neapolis se encuentra ubicado en las coordenadas 41°29′26″N 83°52′29″O / 41.49056, -83.87472. Según la Oficina del Censo de los Estados Unidos, Neapolis tiene una superficie total de 1.84 km², toda ella tierra firme.

## Demografía
Según el censo de 2010, había 423 personas residiendo en Neapolis. La densidad de población era de 230,03 hab./km². De los 423 habitantes, Neapolis estaba compuesto por el 95.27% blancos, el 3.55% eran de otras razas y el 1.18% pertenecían a dos o más razas. Del total de la población el 5.44% eran hispanos o latinos de cualquier raza.